# Maurice Berkeley (3e baron Berkeley)
Pour les articles homonymes, voir Maurice de Berkeley et Berkeley.
Maurice Berkeley (3e baron Berkeley) de jure (né en 1435 au château de Berkeley – septembre 1506), de Thornbury dans le Gloucestershire, dit Maurice le justicier, est un baron anglais de la Guerre des Deux-Roses.

## Biographie
Fils de James Berkeley (1er baron Berkeley) (c. 1394–1463), dit Jacques le Juste,, et de sa troisième épouse, Isabel, fille de Thomas de Mowbray, il est le cadet et héritier de William Berkeley, (1426–1492).
Par suite de sa mésalliance avec Isabel Meade, fille d'un simple échevin de Bristol, Maurice est deshérité par son frère aîné William, mort sans enfant. Faute de détenir le château de Berkeley, il ne pouvait prétendre au titre de baron de Berkeley, lié à la tenure. On suppose que la baronnie, crée par décret royal en 1412, lui a été attribuée par suite d'une confusion. L'historien John Maclean, editeur des Lives of the Berkeleys de John Smith, parle à ce sujet de « la question épineuse du titre de baron Berkeley. » Ainsi, la lignée des barons Berkeley de facto, interrompue avec la mort de William, aurait repris en 1553 avec l'arrière-petit-fils de Maurice Henry Berkeley (7e baron Berkeley), restaurateur de l'héritage des Berkeley.

## Mariage et descendance
En 1465, Maurice épouse Isabel Mede (1444 - 29 mai 1514), fille du député aux Communes Philip Mede (né vers 1415-mort en 1475) de la paroisse de Wraxall (Somerset), qui est trois fois maire de Bristol (en 1458-9, 1461-2 et 1468-9). Mede est un riche négociant qui, quoi qu'il ait fourni des mercenaires à William Berkeley pour la faide de Nibley Green, est néanmoins un roturier, d'où la déchéance de Maurice. D'Isabel, Maurice a quatre enfants :
- Maurice Berkeley, 4e baron Berkeley de jure (1467 - 12 septembre 1523), élevé au rang de chevalier de l'Ordre du Bain à l'occasion du couronnement d'Henri VIII en 1509. En 1484 il épouse Catherine Berkeley, fille de William de Berkeley de Stoke Gifford, dans le Gloucestershire.
- Thomas Berkeley (1472 - 22 janvier 1532), armé chevalier le 9 septembre 1513 par Thomas Howard, au terme de la Bataille de Flodden Field.
- James Berkeley (né après 1472 - mort en 1515), qui épouse vers 1498 Susan, petite-fille de William FitzAlan (6e comte d'Arundel).
- Anne Berkeley (morte en 1560), qui épouse William Denys (1470–1533) de Dyrham, Gloucestershire, courtisan de la cour d'Henri VIII et Sheriff du Gloucestershire en 1518 et en 1526.